# Zakaria Eddahchouri

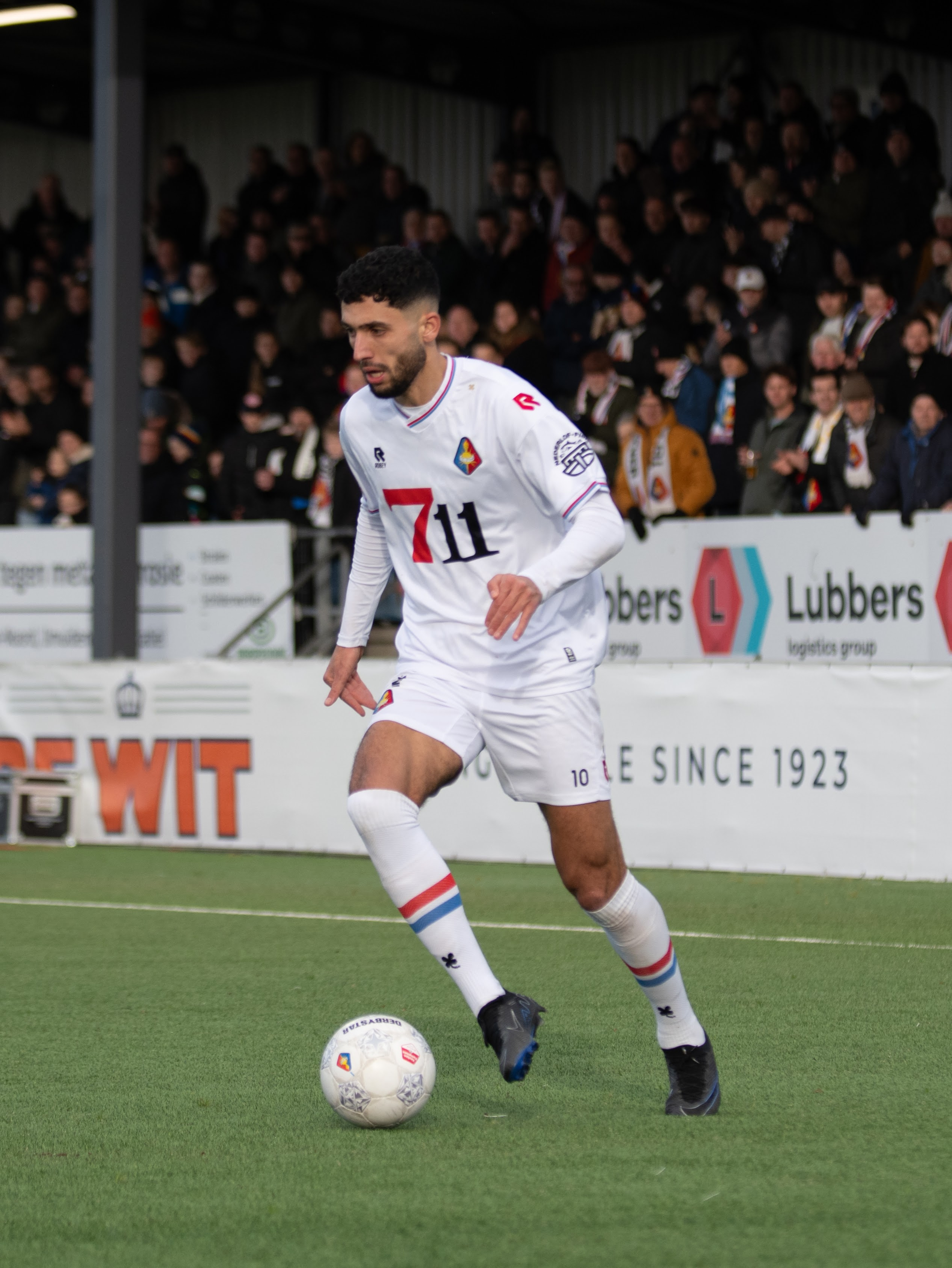
Zakaria Eddahchouri

Zakaria Eddahchouri (* 11. Mai 2000 in Papendrecht, Niederlande) ist ein marokkanisch-niederländischer Fußballspieler. Er steht beim spanischen Zweitligisten Deportivo La Coruña unter Vertrag und spielt auf der Position des Mittelstürmers, kann aber auch als rechter Außenstürmer oder im offensiven Mittelfeld eingesetzt werden.

## Karriere
Zakaria Eddahchouri wurde in Papendrecht bei Dordrecht, etwa 20 Kilometer von Rotterdam entfernt, geboren und begann mit dem Fußballspielen beim ortsansässigen Verein VV Papendrecht, bevor er in der Akademie von Feyenoord Rotterdam ausgebildet wurde und dereinst nach einer Zwischenstation bei Spartaan ’20 in die Jugendabteilung von Go Ahead Eagles Deventer wechselte. Am 3. Mai 2019 gab er bei der 0:2-Niederlage im Zweitligaspiel beim FC Den Bosch im Alter von 18 Jahren sein Profidebüt. Dies war eine Partie des letzten Spieltages und so blieb es auch Eddahchouris einziger Saisoneinsatz für die Profimannschaft im Punktspielbetrieb. In der Folgesaison lief er noch fünf Mal für die Profis in einem Ligaspiel auf, in der darauffolgenden Spielzeit kam er zwar regelmäßiger zum Einsatz, war aber auch kein Stammspieler, denn er stand nicht immer in der Startelf. Zakaria Eddahchouri stieg mit Go Ahead Eagles Deventer letztlich in die Eredivisie auf, kam aber lediglich zu einem Einsatz.
Er wechselte im August 2022 zum Drittligisten Koninklijke HFC und wurde dort schnell zum Stammspieler. In Haarlem entpuppte sich Eddahchouri als Torjäger und schoss insgesamt 16 Tore. Nach nur einem Jahr zog es ihn wieder zu einem Zweitligisten, nun zu Telstar 1963 aus dem nahegelegenen Velsen. Dort eroberte er sich einen Stammplatz und zahlte das Vertrauen mit 14 Toren zurück.